# Eupithecia goodsoni
Eupithecia goodsoni là một loài bướm đêm trong họ Geometridae.